# Sandkulla, Vanda stad
För andra betydelser, se Sandkulla.

Sandkulla (finska: Hiekkaharju) är en stadsdel med järnvägsstation i Vanda stad i landskapet Nyland. 
Sandkulla, med Sandkulla station, ligger vid Stambanan norr om Dickursby. Endast pendeltåg stannar där. Södra delen av stadsdelen ingår i Dickursby tätort och den norra delen består av åkrar kring Räckhalsbäcken. 

## Historia
Sandkulla har fått sitt namn av det faktum att stadsdelen ligger på en 60 kilometer lång sandås. Åsen har blivit mycket lägre sedan den bildades under istiden då olika faser av Östersjön sköljt över området. Dessutom har stora mängder sand tagits ur åsen efter andra världskriget. Till exempel Malmbacken har nästan helt grävts bort, förutom en liten bit som senare sparats och vars landskap återställts. 
Till en början var Sandkulla endast namnet på en järnvägshållplats och stadsdelen började kallas för Sandkulla först efter kriget. Tack vare järnvägen spred sig egnahemshusbebyggelse till området på 1920- och 1930-talen. Från och med 1950-talet har också täta höghuskvarter byggts, främst kring stationen och köpcentret. Största delen av bebyggelsen består fortfarande av egnahemshus. 

## Service
Servicen i Sandkulla är koncentrerad kring stationen. Utbudet är litet eftersom Dickursby centrum med ett stort utbud olika serviceformer ligger nära intill på några kilometers avstånd. 
Flera byggnader som bär namn efter Sandkulla finns i grannstadsdelarna, bland annat Sandkulla sportplan i Ånäs och Sandkulla vattentorn i Simonsböle. Norr om stationen finns det en golfbana med nio hål. 